# Red Dead Redemption
Red Dead Redemption — це пригодницька відеогра, розроблена Rockstar San Diego та видана компанією Rockstar Games. Духовний спадкоємець Red Dead Revolver 2004 року. Події в Red Dead Redemption відбуваються під час занепаду дикого заходу в 1911 році. Історія слідує за Джоном Марстоном, колишнім злочинцем, дружину і сина якого уряд бере в заручники за його послуги як найманого вбивці. Не маючи іншого вибору, Марстон повинен притягнути до відповідальності трьох членів своєї колишньої банди.
Гра відбувається від третьої особи у відкритому світі, що дозволяє гравцеві взаємодіяти з ігровим світом за своїм бажанням. Гравець може подорожувати віртуальним світом, вигаданою версією заходу Сполучених Штатів та Мексики, насамперед верхом і пішки. Перестрілки роблять акцент на геймплей-механіці під назвою «Dead Eye», яка дозволяє гравцям в повільному темпі відзначати кілька ворожих цілей. У грі використовується система моралі, завдяки якій дії гравця в грі впливають на рівень честі та слави персонажа та те, як інші персонажі реагують на гравця. У гру включений режим онлайн багатокористувацької гри, що дозволяє до 16 гравців брати участь як в кооперативному, так і в конкурентному геймплеї для відпочинку в режимі синглплеєра.
Red Dead Redemption розроблялася протягом п'яти років і є однією з найдорожчих відеоігор, що коли-небудь зроблені. Гра отримала високу оцінку свого візуального стилю, динамічно створеної музики, голосової акторської майстерності, геймплею та історії. До 2017 року продалася тиражем понад 15 мільйонів примірників. Вона отримала декілька визнань на кінець року, включаючи нагороди «Гра року» від кількох ігрових видань, і вважається критиками однією з найкращих відеоігор в історії. Після виходу гри було випущено декілька доповнень, які можна завантажити; Red Dead Redemption: Undead Nightmare, випущене пізніше як окрема гра, додало нового сюжету для синглплеєра, в якому Марстон шукає ліки від інфекційної чуми зомбі, яка охопила Старий Захід. Видання Game of the Year, що містить увесь додатковий вміст, було випущено в жовтні 2011 року. Приквел, Red Dead Redemption 2, вийшов у жовтні 2018 року.
Red Dead Redemption вийшла для PlayStation 3 та Xbox 360 у травні 2010 року, для Nintendo Switch та PlayStation 4 у серпні 2023 року, а для Windows - у жовтні 2024 року. Гра отримала схвальні відгуки критиків за візуальне оформлення, музику, спецефекти, геймплей та сюжет. Вона отримала кілька нагород за підсумками року, в тому числі нагороду "Гра року" від кількох ігрових видань, і вважається критиками однією з найкращих відеоігор, коли-небудь створених.  До 2021 року було продано близько 23 мільйонів копій, що зробило її однією з найбільш продаваних відеоігор. Після виходу гри було випущено кілька завантажуваних доповнень; Undead Nightmare, пізніше випущений як окрема гра, додав нову однокористувацьку кампанію, в якій Марстон шукає ліки від інфекційної зомбі-чуми. Приквел, Red Dead Redemption 2, вийшов у жовтні 2018 року.

## Ігровий процес

### Зброя
У Red Dead Redemption, компанія Rockstar Games уперше в своїх іграх використовувала «круговий селектор» для вибору зброї, який прийшов на заміну стандартному перегортання всього списку зброї з Grand Theft Auto IV. Цей «круговий селектор» дозволяє гравцеві значно швидше вибрати потрібну йому зброю. Надалі він був також використаний й в інших іграх компанії — Max Payne 3 і Grand Theft Auto V. Комірки інвентарю розбиті по групах: револьвер і пістолет; ніж або факел; дробовик; снайперська гвинтівка; гвинтівка; кулаки; ласо; метальна зброя.
У грі вогнепальна зброя є необхідною для виживання, оскільки це невід'ємна частина повсякденного життя на Американському Дикому Заході. Гравець має можливість використовувати широкий спектр зброї, починаючи від гвинтівок і револьверів епохи Громадянської війни в США, середини XIX століття і закінчуючи напівавтоматичною зброєю початку XX століття. Крім зброї, яку протагоніст може мати з собою, в грі присутня стаціонарна зброя, що зустрічається в певних місіях або розташована на деяких місцинах ігрового світу, а саме: кулемет Гатлінга, Browning M1917 і гармати.

## Сюжет
Дія гри відбувається в Америці в 1911 році. Протагоніст гри, Джон Марстон (англ. John Marston), колишній шибайголова, який залишив криваве промисло, зобов'язаний працювати на державних агентів, щоб убити або захопити його живих колишніх допомагачів, включаючи його «старого друга» — Білла Вільямсона (англ. Bill Williamson). Якщо Марстон цього не зробить, то постраждає його сім'я. Герою слід подолати величезну відстань від західних кордонів США, де володарює хаос і керують безпринципові корумповані чиновники, а прості поселенці ведуть нескінченну боротьбу за виживання, відвідати Мексику, що перебуває на межі громадянської війни, і доїхати до цивілізованих міст американської півночі.
У Мексиці, Марстон початково на боці мексиканської армії полковника Аґустина-Альєнде та його правої руки Вісенте-де-Санта, щоб допомогти придушити повстання в обмін на свого колишнього друга Хав'єра Есквелла. В підсумку, армія зраджує Марстона, і він починає битися за повстанців під командуванням Авраама Реєса. Як наслідок, Марстону вдається забрати Хав'єра Есквелла і видати його агентам бюро Едґару Росу та Арчеру Фордгему. Марстон думає, що, розібравшись із двома своїми «друзями», він зможе повернутися до сім'ї, однак, агенти бюро дають йому нову задачу.
Марстон потрібно розібратися з іще одним своїм приятелем, Датчем. Незабаром Марстон дізнається, що Датч готує свою банду з молодих і спраглих до крові «білих людей» індіанців. Марстону за допомогою агентів вдається прорватися й захопити форт у горах Кохінай. Датч, розуміючи, що у нього немає вибору, здійснює самогубство, зістрибнувши з гори.
Тепер Марстон звільняється від угоди з урядом і повертається до своєї сім'ї на його фермі. Через деякий час агенти бюро з незрозумілих для Марстона причин раптово нападають на ферму. Марстон дає своїй жінці та синові втекти, а сам героїчно вирішує затримати агентів, але вони беруть Марстона числом. Марстон гине.
Згодом гра зміщується на три роки вперед, до 1914 року, де син Марстона, Джек, стоїть над могилами своїх батьків, Джона й Ебіґейл. Джек вислідковує Едґара Роса в Мексиці і вбиває його в дуелі, й таким чином, помстившись за свого батька, стає поза законом, як і сам Джон.

## Відгуки та критика
| Агрегатор  | Оцінка |
| ---------- | ------ |
| Metacritic | 95/100 |

| Видання       | Оцінка  |
| ------------- | ------- |
| 1Up.com       | A       |
| Edge          | 10/10   |
| Eurogamer     | 8/10    |
| Game Informer | 9.75/10 |
| GamePro       | [ 10 ]  |
| GameSpot      | 9.5/10  |
| GameSpy       | [ 12 ]  |
| GameTrailers  | 9.5/10  |
| IGN           | 9.7/10  |

Гра отримала дуже теплі відгуки від критиків, всюди відзначається пророблений відкритий світ, цікава історія і якісний саундтрек. Гра отримала в середньому 95/100 по Metacritic і GameRankings. Ґрунтуючись на даних Eurogamer, Red Dead Redemption була продана в кількості 5 млн копій упродовж травня й червня 2010. Усього ж зараз, включаючи GOTY версію, продано понад 15 млн копій гри. «Гра року» за версією VGA (церемонія Video Game Awards).